# Elecciones federales de México de 2006
El domingo 2 de julio del 2006 se celebraron en México elecciones federales en las cuales se eligió al presidente de la República, a los diputados y a los senadores de la cámara baja y alta, respectivamente; además, en la misma jornada se realizaron elecciones locales en nueve estados del país.
Estas fueron oficialmente las elecciones presidenciales más competidas en la historia del país. El candidato declarado como ganador por el Tribunal Electoral del Poder Judicial de la Federación (conocido más por como su antecesor el TRIFE) fue Felipe Calderón, postulado por el Partido Acción Nacional, con una mínima diferencia de 0.56% sobre su oponente Andrés Manuel López Obrador de la Coalición Por el Bien de Todos. La oposición representada por esta coalición electoral denunció diversas irregularidades en torno al proceso electoral, antes, durante y después de la jornada comicial del 2 de julio, con la acusación de que se había orquestado un fraude electoral a través de varios factores que incidirían en el resultado definitivo de la elección instituido el por el tribunal.
Las impugnaciones, polémicas, y controversias surgidas en torno a este proceso electoral serían el punto más álgido alrededor de los sucesos y acontecimientos por los que venía atravesando el país, constituyéndose en una crisis política nacional.

## Cargos en disputa
En estas elecciones fueron elegidos a nivel federal los siguientes puestos:
- Presidente de la República. Jefe de Estado y de Gobierno de México, electo para un periodo de seis años sin posibilidad de reelección, y que comenzó su gobierno el 1 de diciembre de 2006. El 7 de septiembre de 2006 el Tribunal Electoral del Poder Judicial de la Federación (TEPJF) declaró válida esta elección y Presidente Electo de México a Felipe Calderón Hinojosa.

- 128 Senadores. Miembros de la cámara alta del Congreso de la Unión, 3 por cada estado de la federación y por el Distrito Federal, electos de manera directa y 32 por una lista nacional, todos ellos por un periodo de seis años que comenzó el 1 de septiembre de 2006.

- 500 Diputados Federales. Miembros de la cámara baja del Congreso de la Unión, 300 elegidos de manera directa por cada distrito uninominal y 200 elegidos indirectamente a través de un sistema de listas nacionales por cada una de las 5 circunscripciones en las que se divide el país, todos por un periodo de tres años, que comenzó el 1 de septiembre de 2006.

## Elecciones internas en los Partidos Políticos
La elección de los candidatos en la próxima contienda empezó muy prematuramente cuando el entonces presidente Vicente Fox dijo que México estaba listo para la sucesión, desde ese momento muchas personalidades de la política se lanzaron a realizar sus pre-campañas, situación que fue promovida por los medios de comunicación. Los partidos políticos registraron a sus candidatos entre el 1° y 15 de enero.

### Elección Interna en elPAN
En un principio la primera dama Marta Sahagún fue mencionada como la más posible candidata, esto levantó mucha polémica, pues se consideró que la contienda sería injusta al contar con recursos y apoyos que el resto de los contendientes no tendrían y finalmente se le obligó a decir públicamente que no aspiraba a ningún puesto de elección popular. El partido inició una elección interna para la cual finalmente hubo tres candidatos. Francisco Barrio Terrazas quien se había mostrado interesado declinó al considerar que la elección no sería limpia, y acusó a Santiago Creel, muy cercano al presidente Fox, de recibir apoyos con los que el resto de los precandidatos no contaban. Hugo Díaz otro miembro del partido no pudo registrarse al no conseguir el apoyo suficiente. Alberto Cárdenas Jiménez, Santiago Creel y Felipe Calderón, fueron los tres contendientes. La elección fue hecha entre los militantes del partido en tres etapas que cubrieron los 31 estados y al Distrito Federal. Con un 51% de los votos, porcentaje necesario para no ir a una segunda vuelta, Calderón se convirtió en el candidato.
|  | 51.45 % |

|  | 31.94 % |

|  | 16.61 % |

### Elección Interna en elPRI
En este partido pronto se armaron 2 grupos buscando la candidatura, el primero encabezado por Roberto Madrazo Pintado, presidente del partido y quien tiene la mayor cantidad de apoyo y recursos, y un grupo de oposición. Este grupo llamado Unidad Democrática (aunque es conocido popularmente como TUCOM o todos unidos contra Madrazo) denunció que la elección dentro del partido no era justa pues Madrazo se había apropiado de los puestos que le permitirían salir electo sin dificultad, los miembros principales de este grupo (Arturo Montiel Rojas, Tomás Yarrington, Enrique Martínez y Martínez, Enrique Jackson, Manuel Ángel Núñez Soto, Eduardo Bours, Miguel Alemán Velasco y José Natividad González Parás) se pusieron de acuerdo para que uno de ellos compitiera con Madrazo por el puesto, al final el elegido fue Arturo Montiel. Arturo Montiel pronto creció en popularidad, pero poco después de que todos los candidatos se registraron oficialmente se reveló que Montiel, quien había sido gobernador en el Estado de México había desviado recursos para comprarse varias propiedades en varias ciudades, esta revelación hizo que su candidatura se debilitara y finalmente tuvo que renunciar. Además de estos 2 había un tercer candidato, Everardo Moreno Cruz, quien estuvo en campaña desde 2003, Moreno no contó con el apoyo de ningún grupo y financió su campaña con sus propios recursos, sin embargo su escaso reconocimiento por el público en general lo dejó con muy pocas posibilidades de obtener la candidatura, Moreno nunca aceptó declinar en favor de Madrazo y los 2 se presentaron a la elección interna del partido el 13 de noviembre. A pesar de la campaña de algunos grupos que pedían que se votara por Moreno para sacar a Madrazo, este último ganó la contienda con aproximadamente 90% de los votos. La elección se caracterizó por la falta de interés de los priistas y de los ciudadanos en general, pues apenas se contaron unos tres millones de votos en todo el país.
|  | 88.42 % |

|  | 11.58 % |

### Elección Interna en elPRD
Andrés Manuel López Obrador fue el candidato del partido al contar con el apoyo de gran parte de la militancia. Cuauhtémoc Cárdenas, quien intentó buscar su cuarta nominación, no consiguió el apoyo necesario y finalmente no se registró como precandidato. El partido formó una alianza con otros partidos que apoyaron a su candidato, el Partido del Trabajo y Convergencia aceptaron la alianza, la cual llevó por nombre Coalición Por el Bien de Todos.

### Elección Interna enAlternativa
Uno de los dos nuevos partidos que participaron en la contienda, se definen como un partido de izquierda, el domingo 27 Patricia Mercado, fundadora del partido fue elegida como la candidata. Su nominación se complicó cuando el partido realizó su consejo político nacional en Ciudad Valles. La reunión tenía el propósito de aprobar la plataforma electoral del partido, requisito para poder competir en las elecciones. Sin embargo un pequeño grupo encabezado por Ignacio Irys ingresó a la sala donde se realizaría la reunión e impidió el paso del resto de los miembros del partido, con solo una minoría de los miembros del partido los presentes votaron por reemplazar a Patricia Mercado por el empresario Víctor González Torres, el resto de los integrantes califican esta votación de ilegal y afirmaron que Patricia Mercado seguía siendo la candidata del partido. Finalmente el IFE declaró a Patricia Mercado como la candidata del partido.
Sus miembros han expresado que ante las pocas posibilidades de ganar la presidencia su objetivo es mantener el registro (que lograran con el 2% de la votación), sin embargo al ser la única opción distinta a los tres partidos principales, trataran de atraer a un alto porcentaje de la población que no quiere a ninguno de los tres candidatos fuertes.

### Elección Interna en elPT
El partido no tuvo ningún precandidato, en un principio se pensó que Cuauhtémoc Cárdenas Solórzano podría ser el representante del partido, pero a finales de noviembre se hizo oficial que el PT apoyaría a López Obrador y al PRD en la contienda.

### Elección Interna enConvergencia
En un principio Jorge Castañeda trató de ser considerado por los miembros del partido como su candidato, pero finalmente se retiró al considerar que los tiempos del partido no le permitirían realizar una candidatura para poder ganar. Otro posible candidato, Dante Delgado Rannauro, presidente del partido declinó en noviembre el aceptar la nominación. El partido entró en pláticas con el PRD y finalmente se concretó una alianza, por lo cual Convergencia participó junto al PRD y PT postulando a López Obrador.

### Elección Interna en elPVEM
El partido hizo creer a la gente que nominaría a Bernardo de la Garza, pero cuando este creció en las preferencias electorales y se calculó que por su cuenta podría obtener 3,000,000 votos anunció que se aliaría con PRI o PAN, dependiendo de quien le ofreciera mejores condiciones, esto provocó el enojo de gran parte de la población, pues el partido derrochó millones de pesos en promocionar a un candidato que desde un principio sabían no llegaría a la elección. Finalmente se concretó la alianza con el PRI.

### Elección Interna en elPANAL
El Partido Nueva Alianza es de los dos partidos de reciente registro que tiene la obligación legal de postular a un candidato propio. Hasta el día de la elección se habían barajado varios nombres como posibles candidatos, mencionándose insistentemente a Elba Esther Gordillo como posible candidata, sin embargo el 8 de enero de 2006 se llevó a cabo la convención del partido que elegiría a su candidato presidencial, registrándose el exdiputado priista Roberto Campa Cifrián, Alberto Cinta y Manuel Paz Ojeda, finalmente los dos últimos retiraron sus precandidaturas y Campa fue elegido candidato por unanimidad. Roberto Campa es conocido por su cercanía con Elba Esther Gordillo.

### Otros Candidatos
- Jorge Castañeda inició en 2003 una campaña ciudadana, donde, argumentando que la gente está harta de los partidos políticos, buscó por todos los medios el poder ser colocado en la boleta sin el respaldo de ningún partido. Todos los recursos legales en México rechazaron su propuesta, Castañeda continuó buscando la candidatura a través de medios internacionales, pero finalmente desistió, cuando la Suprema Corte de Justicia de la Nación dictaminó que no era posible encuadrar sus intenciones con la Constitución Política de la República.

Derivado de la sentencia que resolvió la impugnación de Jorge Castañeda es que en el 2011, se modificó la Constitución Política de los Estados Unidos Mexicanos a efecto de contemplar las Candidaturas independientes.
- Víctor González Torres presidente de una empresa farmacéutica mexicana buscó también ser candidato, no consiguió el apoyo de ningún partido e intentó sin éxito seguir los pasos de Castañeda. Aunque incluso hizo una campaña pidiendo que escribieran su nombre en las boletas de votaciones, estos votos no fueron contabilizados por ser un candidato no registrado.

- Durante varios meses la prensa mencionó al entonces rector de la UNAM, Juan Ramón de la Fuente, como un posible candidato, pero este en todo momento rechazó cualquier posibilidad de buscar el puesto. Francisco Labastida Ochoa, excandidato presidencial del PRI en 2000, propuso que, ante la impopularidad de los 2 precandidatos de su partido, lo mejor sería que ambos se retiraran y propuso a de la Fuente como la persona que tomaría su lugar. Tanto el rector como los miembros del partido rechazaron la propuesta. Además el IFE anunció que las candidaturas de once ciudadanos fueron rechazadas por no cumplir con todos los requisitos, principalmente el no ser postulados por ningún partido.

## Encuestas
Durante los ocho días previos a la elección y hasta el cierre de las casillas en los horarios más occidentales del país, la publicación o difusión por cualquier medio, de encuestas o sondeos de opinión para dar a conocer las preferencias del electorado o las tendencias de la votación fue prohibida. La violación de esta disposición sería castigada con diez a cien días de multa y prisión de seis meses a tres años, de conformidad con el artículo 403 del Código Penal Federal en materia de fuero común, y para toda la República en materia de fuero federal.
| Encuestadora               | Ref.                                                                                              | Publicación           |              |             |             |              |             | Otros | Indecisos |
| Encuestadora               | Ref.                                                                                              | Publicación           | Calderón PAN | Madrazo PRI | Obrador PRD | Mercado PASC | Campa PANAL | Otros | Indecisos |
| -------------------------- | ------------------------------------------------------------------------------------------------- | --------------------- | ------------ | ----------- | ----------- | ------------ | ----------- | ----- | --------- |
| Encuestadora               | Ref.                                                                                              | Publicación           |              |             |             |              |             | Otros | Indecisos |
| GCE-Diario Monitor         |                                                                                                   | 23 de junio de 2006   | 31.3         | 27.4        | 36.3        | 2.6          | 0.9         |       |           |
| El Universal               |                                                                                                   | 23 de junio de 2006   | 34           | 26          | 36          | 3            | 1           |       |           |
| Reforma                    |                                                                                                   | 23 de junio de 2006   | 34           | 25          | 36          |              |             | 5     |           |
| Ulises Beltrán-La Crónica  | [ 2 ]                                                                                             | 23 de junio de 2006   | 34           | 26          | 34          | 4            | 1           |       | 1         |
| Mitofsky-Televisa          |                                                                                                   | 22 de junio de 2006   | 33           | 27          | 36          | 3            | 1           |       |           |
| María de las Heras-Milenio |                                                                                                   | 22 de junio de 2006   | 30.5         | 29.6        | 35.4        | 4.1          | 0.5         |       |           |
| Parametría-Excélsior       |                                                                                                   | 20 de junio de 2006   | 32.5         | 27          | 36.5        | 3            | 1           |       |           |
| U. Miami /Zogby            |                                                                                                   | 19 de junio de 2006   | 34.5         | 27.1        | 31.3        |              |             | 7.1   |           |
| GEA-ISA                    |                                                                                                   | 18 de junio de 2006   | 38           | 23          | 36          |              |             | 3     |           |
| Reforma                    |                                                                                                   | 14 de junio de 2006   | 35           | 23          | 37          | 3            | 1           |       |           |
| María de las Heras-Milenio |                                                                                                   | 13 de junio de 2006   | 31           | 29.6        | 34.2        | 4.1          | 1.1         |       |           |
| Mitofsky-Televisa          |                                                                                                   | 13 de junio de 2006   | 32           | 28          | 35          | 4            | 1           |       |           |
| Reforma                    |                                                                                                   | 24 de mayo de 2006    | 39           | 22          | 35          | 2.3          | 1.2         |       |           |
| Telemundo                  | [ 3 ]                                                                                             | 23 de mayo de 2006    | 35           | 14          | 30          | 5            | 1           |       |           |
| Zogby                      | (enlace roto disponible en Internet Archive; véase el historial, la primera versión y la última). | 19 de mayo de 2006    | 38           | 25          | 33          |              |             |       |           |
| El Universal               |                                                                                                   | 15 de mayo de 2006    | 39           | 21          | 35          | 4            | 1           |       |           |
| Parametría                 |                                                                                                   | 11 de mayo de 2006    | 36           | 26          | 34          |              | 1           |       |           |
| Ulises Beltrán-La Crónica  | (enlace roto disponible en Internet Archive; véase el historial, la primera versión y la última). | 9 de mayo de 2006     | 37           | 27          | 32          | 3            | 1           |       |           |
| GEA-ISA                    |                                                                                                   | 4 de mayo de 2006     | 41           | 25          | 31          |              |             | 3     |           |
| Mitofsky                   |                                                                                                   | 3 de mayo de 2006     | 35           | 27          | 34          | 3            | 1           |       |           |
| Reforma                    |                                                                                                   | 3 de mayo de 2006     | 40           | 22          | 33          | 3.7          | 0.7         |       |           |
| Demotecnia                 |                                                                                                   | 2 de mayo de 2006     | 36           | 28          | 33          | 3            | 0           |       |           |
| Reforma                    |                                                                                                   | 25 de abril de 2006   | 38           | 23          | 35          | 2.6          | 0.6         | 1.12  |           |
| El Universal               | [ 4 ]                                                                                             | 17 de abril de 2006   | 34           | 25          | 38          | 2            | 1           |       |           |
| Demotecnia                 |                                                                                                   | 6 de abril de 2006    | 31           | 31          | 34          | 3            | 1           |       |           |
| Ulises Beltrán-La Crónica  | Archivado el 6 de abril de 2006 en Wayback Machine.                                               | 3 de abril de 2006    | 34           | 28          | 36          |              |             | 2     |           |
| GEA-ISA                    |                                                                                                   | 31 de marzo de 2006   | 36           | 28          | 34          |              |             | 2     |           |
| Mitofsky                   |                                                                                                   | 27 de marzo de 2006   | 30.6         | 28.8        | 37.5        | 1.3          | 1.0         | 0.8   |           |
| Reforma                    |                                                                                                   | 16 de marzo de 2006   | 31           | 25          | 41          | 1            | 1           |       |           |
| El Universal               |                                                                                                   | 13 de marzo de 2006   | 32           | 24          | 42          | 1            | 1           |       |           |
| GEA-ISA                    |                                                                                                   | 22 de febrero de 2006 | 27           | 22          | 34          |              |             | 1     | 16        |
| Mitofsky                   |                                                                                                   | 22 de febrero de 2006 | 29.8         | 27.5        | 39.4        |              |             |       |           |
| Reforma                    |                                                                                                   | 21 de febrero de 2006 | 31           | 29          | 38          |              |             |       |           |
| El Universal               |                                                                                                   | 20 de febrero de 2006 | 27           | 22          | 30          | 1            | 1           |       | 19        |
| GEA-ISA                    |                                                                                                   | Febrero de 2006       | 30           | 25          | 30          |              |             |       | 15        |
| Parametría                 |                                                                                                   | Enero de 2006         | 27           | 26          | 36          | 1            |             |       | 9         |
| El Universal               |                                                                                                   | Enero de 2006         | 27           | 20          | 33          |              |             |       |           |
| Reforma                    |                                                                                                   | Enero de 2006         | 26           | 22          | 34          | 2            | 1           |       | 11        |
| Covarrubias                |                                                                                                   | Enero de 2006         | 27           | 22          | 39          | 1            |             | 3     | 15        |
| Mitofsky                   |                                                                                                   | Enero de 2006         | 31           | 29          | 39          |              |             |       |           |
| Demotecnia                 |                                                                                                   | Enero de 2006         | 31           | 30          | 37          | 2            |             |       |           |
| ARCOP                      |                                                                                                   | Diciembre de 2005     | 30           | 25          | 28          | 1            | 1           |       | 15        |
| Covarrubias                |                                                                                                   | Diciembre de 2005     | 24           | 16          | 35          |              |             |       | 20        |
| IPSOS-BIMSA                |                                                                                                   | Diciembre de 2005     | 32           | 30          | 33          |              |             |       |           |
| El Universal               |                                                                                                   | Noviembre de 2005     | 22           | 18          | 34          |              |             | 2     | 19        |
| Parametría                 |                                                                                                   | Noviembre de 2005     | 26           | 27          | 34          |              |             |       | 11        |
| Reforma                    |                                                                                                   | Noviembre de 2005     | 28           | 21          | 29          | 1            |             | 1     | 13        |
| Mitofsky                   |                                                                                                   | Noviembre de 2005     | 24           | 26          | 29          |              |             | 1     | 15        |
| IPSOS-BIMSA                |                                                                                                   | Noviembre de 2005     | 22           | 24          | 29          |              |             | 7     | 18        |
| Covarrubias                |                                                                                                   | Noviembre de 2005     | 21           | 22          | 42          |              |             |       | 15        |
| GEA-ISA                    |                                                                                                   | Noviembre de 2005     | 24           | 23          | 32          |              |             | 5     |           |

Fuente alterna: Opina México

### Encuestas fantasma
Las encuestadoras fantasma aparecen y desaparecen de la noche a la mañana. Las falsas encuestadoras no tienen responsables, ni direcciones físicas dónde se les pueda ubicar y carecen también de una estructura metodológica en los resultados de los supuestos muestreos que realizan. Son artificios que utilizan algunos actores para divulgar resultados que probablemente no han tenido medición alguna y son simplemente dictados para tratar de influir con la divulgación en la preferencia del electorado. Al menos una decena de encuestadoras fantasma operaron durante la campaña en favor de candidatos y partidos con el fin de influir en la intención del voto según empresas líderes en estudios de opinión. La Asociación Mexicana de Agencias de Investigación de Mercado y Opinión Pública (AMAI) identificó su forma de operar. La AMAI ha comprobado que envían a los medios de comunicación muestreos falsos que dan ventaja a uno u otro candidato o pagan inserciones completas en periódicos. Además, circulan las tendencias por internet con fines propagandisticos o realizan envíos masivos a correos electrónicos. Encuestadoras acreditadas aseguran que en distintos momentos operadores políticos han utilizado a empresas inexistentes como Argua, Tecnomanage, Consultores del Golfo, Etiquer and Company, Fisher´s, People´s Opinion, Quantum, Verasis Studio, Milotv, Endoscopia y ABCD News.[cita requerida]

## Resultados para Presidente de la República
En la elección presidencial de 2006 participaron ocho partidos políticos, de los cuales cinco se agruparon en dos diferentes coaliciones. Los candidatos fueron:
- Felipe Calderón Hinojosa del Partido Acción Nacional (PAN).
- Roberto Madrazo Pintado de la coalición Alianza por México, conformada por el Partido Revolucionario Institucional (PRI) y el Partido Verde Ecologista de México (PVEM).
- Andrés Manuel López Obrador de la llamada Coalición Por el Bien de Todos, conformada por el Partido de la Revolución Democrática (PRD), el Partido del Trabajo (PT) y el Partido Convergencia.
- Patricia Mercado Castro del Partido Alternativa Socialdemócrata y Campesina.
- Roberto Campa Cifrián del Partido Nueva Alianza.

### Resultados preliminares

Estados que al cierre del PREP ganó Felipe Calderón (azul) y Andrés Manuel López Obrador (amarillo).

Después de la jornada electoral del 2 de julio, el Instituto Federal Electoral (IFE) siguió dos procedimientos distintos para dar resultados preliminares. El primero es el Programa de Resultados Electorales Preliminares (PREP), el cual comenzó a publicar resultados a partir de las 20:00 horas (Tiempo del Centro). El PREP es un requerimiento legal cuyos resultados no son oficiales, que sirve para conocer las tendencias generales de la elección y cuya fuente son copias de las actas de escrutinio y cómputo de todas las casillas del país.
El segundo procedimiento de resultados preliminares es el denominado Conteo Rápido. A las 23:00 horas del 2 de julio, el consejero presidente del IFE, Luis Carlos Ugalde anunció que los resultados del procedimiento de conteo rápido no permitían que se anunciara a un ganador. Esto se debió a que la diferencia de votos entre los candidatos, en la muestra de casillas que integraban el conteo rápido, era menor al margen de error del procedimiento estadístico en cuestión.
El 4 de julio, después de que el IFE añadiera a los resultados del PREP las actas de cómputo y escrutinio que presentaban inconsistencias, los resultados del PREP le daban una ligera ventaja a Felipe Calderón de 0,64% . Los resultados del PREP no son definitivos: según la legislación mexicana, es necesario hacer un conteo de las actas de cada distrito, y con base en esta revisión será posible adelantar los porcentajes de votación que alcanzó cada candidato. Posteriormente, los paquetes electorales deben ser remitidos al Tribunal Federal Electoral que convalida la votación.

### Conteo oficial

Resultados de casillas computadas por el IFE entre Calderón y López Obrador

Siguiendo el Código Federal de Instituciones y Procedimientos Electorales (COFIPE), el miércoles 5 de julio inició el conteo oficial de actas de los 300 Consejos Distritales del IFE, el cual duró más de 30 horas. El IFE declaró que los votos eran contabilizados conforme eran reportados por los Consejos Distritales, y que no marcaban una tendencia definida por lo que podrían ocurrir cambios abruptos en cualquier momento. Al comienzo del conteo López Obrador inició a la cabeza, seguido por Felipe Calderón, con una diferencia de 2,59% al llevar el 25% de actas computadas, minutos después se daría un apagón general en las pantallas LCD que mostraban los resultados del sistema de computo por espacio de 5 segundos. De acuerdo con el IFE, esto se debió a que se contabilizaron primero los estados en los que el PRD tenía ventaja sobre el PAN. Conforme avanzó el proceso esta diferencia se fue reduciendo sistemáticamente.
El jueves 6 de julio a las 3:56 horas (Tiempo del Centro) con un 97,70% de las casillas computadas, López Obrador pasó al segundo lugar, siendo aventajado por Felipe Calderón. El conteo concluyó a las 15:20 horas (Tiempo del Centro) con el 35,91% de los votos para Felipe Calderón, y el 35,29% para López Obrador, con una diferencia de 0,62%. Luis Carlos Ugalde, presidente del IFE, declaró ganador a Felipe Calderón. En esta elección la diferencia entre los resultados del PREP y los del cómputo final del IFE fue la menor en la historia.
Conforme al grupo de monitores de la Unión Europea que estuvieron al tanto del proceso, "no se reportaron incidentes o irregularidades que pudieron haber afectado la transparencia del proceso de conteo y que pudieran haber impactado los resultados". Sin embargo, también señalaron que si la legislación mexicana lo contempla sería positivo el conteo de los votos uno por uno, para garantizar el máximo de transparencia. El Cofipe, en su artículo 247 inciso b, dice que el reconteo voto por voto se hará cuando "los resultados de las actas no coinciden, o se detectaren alteraciones evidentes en las actas que generen duda fundada sobre el resultado de la elección en la casilla, o no existiere el acta de escrutinio y cómputo en el expediente de la casilla ni obrare en poder del Presidente del Consejo".

### Resultados electorales
|  | 35.89 % |

|  | 35.31 % |

|  | 22.26 % |

|  | 2.70 % |

|  | 0.96 % |

|  | 0.71 % |

|  | 100.00 % |

|  | 2.16 % |

|  | 100.00 % |

|  | 58.55 % |

### Resultados por estado
Con base en los resultados del Instituto Federal Electoral
| Estado              | Calderón (PAN) | Calderón (PAN) | López Obrador (PRD) | López Obrador (PRD) | Madrazo (PRI) | Madrazo (PRI) | Mercado (PASC) | Mercado (PASC) | Campa (PANAL) | Campa (PANAL) | No registrados | No registrados | Ninguno | Ninguno |
| Estado              | Votos          | %              | Votos               | %                   | Votos         | %             | Votos          | %              | Votos         | %             | Votos          | %              | Votos   | %       |
| ------------------- | -------------- | -------------- | ------------------- | ------------------- | ------------- | ------------- | -------------- | -------------- | ------------- | ------------- | -------------- | -------------- | ------- | ------- |
| Aguascalientes      | 193.588        | 46,77          | 89.920              | 21,73               | 97.513        | 23,56         | 16.275         | 3,93           | 5.597         | 1,35          | 3.335          | 0,81           | 7.669   | 1,85    |
| Baja California     | 450.186        | 47,35          | 224.275             | 23,59               | 203.233       | 21,38         | 35.917         | 3,78           | 13.522        | 1,42          | 6.488          | 0,68           | 17.099  | 1,80    |
| Baja California Sur | 62.127         | 34,35          | 77.875              | 43,06               | 29.874        | 16,52         | 5.470          | 3,02           | 1.475         | 0,82          | 1.225          | 0,68           | 2.801   | 1,55    |
| Campeche            | 99.526         | 31,85          | 101.192             | 32,38               | 87.412        | 27,97         | 4.756          | 1,52           | 8.470         | 2,71          | 1.652          | 0,53           | 9.514   | 3,04    |
| Coahuila            | 400.894        | 43,11          | 225.117             | 24,21               | 245.960       | 26,45         | 26.450         | 2,84           | 8.412         | 0,90          | 8.192          | 0,88           | 14.919  | 1,60    |
| Colima              | 107.880        | 41,79          | 61.434              | 23,80               | 76.586        | 29,67         | 5.284          | 2,05           | 1.567         | 0,61          | 784            | 0,30           | 4.591   | 1,78    |
| Chiapas             | 215.358        | 16,92          | 551.749             | 43,36               | 427.351       | 33,58         | 15.065         | 1,18           | 7.378         | 0,58          | 8.395          | 0,66           | 47.327  | 3,72    |
| Chihuahua           | 523.914        | 45,10          | 212.069             | 18,26               | 341.916       | 29,43         | 31.414         | 2,70           | 20.375        | 1,75          | 6.540          | 0,56           | 25.405  | 2,19    |
| Distrito Federal    | 1.325.474      | 27,39          | 2.813.112           | 58,13               | 413.644       | 8,55          | 175.517        | 3,63           | 27.152        | 0,56          | 14.833         | 0,31           | 69.553  | 1,44    |
| Durango             | 255.229        | 44,62          | 128.881             | 22,53               | 153.990       | 26,92         | 11.188         | 1,96           | 5.769         | 1,01          | 6.113          | 1,07           | 10.873  | 1,90    |
| Estado de México    | 1.771.515      | 31,07          | 2.469.093           | 43,31               | 1.033.110     | 18,12         | 215.857        | 3,79           | 61.494        | 1,08          | 48.075         | 0,84           | 101.88  | 1,79    |
| Guanajuato          | 1.155.403      | 58,92          | 301.463             | 15,37               | 368.789       | 18,81         | 49.753         | 2,54           | 18.611        | 0,95          | 17.136         | 0,87           | 49.896  | 2,54    |
| Guerrero            | 160.253        | 16,15          | 510.217             | 51,43               | 263.055       | 26,51         | 16.809         | 1,69           | 10.493        | 1,06          | 7.132          | 0,72           | 24.172  | 2,44    |
| Hidalgo             | 251.772        | 26,63          | 385.750             | 40,79               | 235.926       | 24,95         | 25.702         | 2,72           | 15.360        | 1,62          | 6.444          | 0,68           | 24.636  | 2,61    |
| Jalisco             | 1.435.334      | 49,32          | 559.266             | 19,22               | 705.925       | 24,26         | 93.717         | 3,22           | 37.725        | 1,30          | 16.537         | 0,57           | 61.701  | 2,12    |
| Michoacán           | 515.600        | 34,49          | 615.535             | 41,17               | 283.157       | 18,94         | 29.951         | 2,00           | 8.229         | 0,55          | 10.780         | 0,72           | 31.845  | 2,13    |
| Morelos             | 225.927        | 31,90          | 312.447             | 44,11               | 111.086       | 15,68         | 24.710         | 3,49           | 12.124        | 1,71          | 6.901          | 0,97           | 15.061  | 2,13    |
| Nayarit             | 69.097         | 18,89          | 152.999             | 41,82               | 123.284       | 33,70         | 7.730          | 2,11           | 3.840         | 1,05          | 1.919          | 0,52           | 6.978   | 1,91    |
| Nuevo León          | 863.983        | 48,87          | 282.172             | 15,96               | 488.347       | 27,62         | 51.716         | 2,93           | 31.101        | 1,76          | 11.336         | 0,64           | 39.210  | 2,22    |
| Oaxaca              | 226.304        | 16,77          | 620.062             | 45,96               | 428.026       | 31,72         | 19.482         | 1,44           | 5.620         | 0,42          | 7.672          | 0,57           | 42.017  | 3,11    |
| Puebla              | 743.831        | 37,49          | 639.659             | 32,24               | 460.183       | 23,19         | 50.234         | 2,53           | 20.418        | 1,03          | 16.227         | 0,82           | 53.614  | 2,70    |
| Querétaro           | 322.975        | 48,91          | 160.383             | 24,29               | 133.188       | 20,17         | 16.536         | 2,50           | 6.028         | 0,91          | 5.823          | 0,88           | 15.451  | 2,34    |
| Quintana Roo        | 111.414        | 28,89          | 147.791             | 38,33               | 105.072       | 27,25         | 8.798          | 2,28           | 2.766         | 0,72          | 2.729          | 0,71           | 7.014   | 1,82    |
| San Luis Potosí     | 461.902        | 48,57          | 204.810             | 21,54               | 207.555       | 21,82         | 23.632         | 2,48           | 8.357         | 0,88          | 7.469          | 0,79           | 37.331  | 3,93    |
| Sinaloa             | 363.175        | 37,05          | 301.571             | 30,77               | 263.533       | 26,89         | 20.611         | 2,10           | 6.717         | 0,69          | 5.397          | 0,55           | 19.219  | 1,96    |
| Sonora              | 467.920        | 50,11          | 239.982             | 25,70               | 175.333       | 18,78         | 23.173         | 2,48           | 6.912         | 0,74          | 3.724          | 0,40           | 16.734  | 1,79    |
| Tabasco             | 31.951         | 3,51           | 512.673             | 56,28               | 344.501       | 37,82         | 4.260          | 0,47           | 1.906         | 0,21          | 1.582          | 0,17           | 14.119  | 1,55    |
| Tamaulipas          | 505.725        | 41,28          | 317.808             | 25,94               | 324.299       | 26,47         | 25.014         | 2,04           | 12.420        | 1,01          | 15.851         | 1,29           | 24.101  | 1,97    |
| Tlaxcala            | 140.062        | 34,15          | 180.429             | 44,00               | 59.665        | 14,55         | 11.128         | 2,71           | 3.426         | 0,84          | 6.502          | 1,59           | 8.881   | 2,17    |
| Veracruz            | 1.006.196      | 34,21          | 1.036.121           | 35,23               | 727.591       | 24,74         | 55.940         | 1,90           | 17.771        | 0,60          | 25.396         | 0,86           | 72.361  | 2,46    |
| Yucatán             | 364.243        | 46,17          | 125.111             | 15,86               | 260.108       | 32,97         | 12.957         | 1,64           | 4.504         | 0,57          | 6.783          | 0,86           | 15.284  | 1,94    |
| Zacatecas           | 167.412        | 31,92          | 186.886             | 35,63               | 128.347       | 24,47         | 13.514         | 2,58           | 6.217         | 1,19          | 9.004          | 1,72           | 13.171  | 2,51    |
| Total               | 15.000.284     | 35,89          | 14.756.350          | 35,31               | 9.301.441     | 22,26         | 1.128.850      | 2,70           | 401.184       | 0,96          | 297.989        | 0,71           | 904.604 | 2,16    |

## Controversias en torno al proceso electoral

Estados en los que hubo un recuento de votos.

Las elecciones presidenciales del 2 de julio dejaron tras de sí un ambiente de crispación social y política y revelaron avatares o vicisitudes todavía no superadas por la incipiente democracia electoral mexicana. Apenas seis años atrás la alternancia pacífica en el ejercicio del poder ejecutivo federal se había materializado como posible con el arribo de Vicente Fox a la presidencia de la república, para poner fin a siete décadas de gobiernos ininterrumpidos del Partido Revolucionario Institucional, tal acontecimiento histórico fue visto en buena medida como la exitosa y definitiva conclusión del proceso de transición democrática en México, lo que con la experiencia de 2006 se demostraría como prematuro e incierto.
En 2003, la renovación del consejo general de IFE fue objeto de polémica cuando los nuevos integrantes de dicho órgano fueron designados por la decisión cupular del PRI-PAN, excluyendo al PRD de las negociaciones y de la decisión final para la integración de dicho consejo. Tuvo en este proceso un rol protagónico la maestra Elba Esther Gordillo, con su posición de lideresa del PRI en la cámara de diputados y dirigente nacional del SNTE. Este sería el primer punto de ruptura al que sobrevendrían otras condiciones difíciles para dar paso a un proceso electoral anticlimático, pues como apuntó Armando Bartra: “La debutante democracia mexicana paradójicamente no se jodió durante la campaña ni en las elecciones y el recuento de votos. A la democracia mexicana la jodieron a finales de 2003, cuando el presidente Fox… tomó la decisión de impedir a toda costa que el candidato natural de la izquierda llegara a la presidencia”.
Después, entre 2004 y 2005 el gobierno federal panista emprendería un turbulento y a la postre fallido proceso de desafuero para despojar de sus derechos políticos al entonces jefe de Gobierno de la Ciudad de México, y luego candidato presidencial, López Obrador. Una maniobra aparentemente legal que tuvo un manejo cuestionable, y que enrareció el ambiente político.
Una vez definidas las candidaturas presidenciales e iniciada la contienda sobrevinieron las intervenciones en campañas políticas de agentes no habilitados para tales fines según la ley. La normatividad electoral establecía que era derecho exclusivo de los partidos políticos difundir mensajes y publicidad por medios electrónicos tendientes a promover e inducir el voto de los ciudadanos. No obstante, durante los meses que correspondieron a la campaña hubo actores que intervendrían en este sentido: El Consejo Coordinador Empresarial emitió distintos promocionales en radio y televisión en donde se dirigían mensajes políticos hostiles contra la candidatura de la coalición. Sucedería lo mismo con el Consejo Mexicano de Hombres de Negocios, organismo que gastó más de 100 millones de pesos en la difusión de esta publicidad negativa. La coalición haría las denuncias correspondientes en el seno del IFE para que se ordenara el cese de la difusión de estos promocionales, lo que tardíamente fue atendido por la autoridad electoral. En la misma tónica, la campaña del candidato del PAN emprendió una agresiva estrategia mediática tendiente a inducir una lógica de miedo entre los electores, en este caso, el IFE decidió hacer caso omiso.
Un hecho que destacó durante todo el proceso de campañas fue el activismo político y abierto proselitismo llevado a cabo por el presidente de Fox, como si se tratara de un candidato más. El presidente realizó varias giras por el país, emprendió también una amplia campaña en medios, simultánea con las de los candidatos a sucederle, en donde hablaba de los “logros de su gobierno”, utilizando los tiempos oficiales del Estado en los medios masivos de comunicación. La presidencia erogó durante el periodo de campañas 1,700 millones de pesos en publicidad para distintos medios nacionales; radio, televisión, prensa escrita, entre otras. En repetidas veces invitaba a “no cambiar de caballo”. Tales actuaciones que vulneraban la imparcialidad y la legalidad del proceso en desarrollo nunca fueron censuradas o cuestionadas por las autoridades electorales.
De manera posterior a la realización de la jornada electoral, militantes, simpatizantes de la coalición, o simplemente ciudadanos comunes, denunciaron diversas irregularidades, inconsistencias o anomalías en el desarrollo del proceso comicial: acusaciones de adulteración del padrón electoral, alteración de la votación asentada en actas, sustracción ilegal de boletas, adición ilegal de boletas, anulación indebida o incorrecta de votos favorables a la coalición, y elementos para una posible manipulación de la información electoral registrada en el sistema de bases de datos del instituto electoral.
Otros señalamientos respecto a la violación a las leyes electorales y la ruptura de la equidad en la contienda serían: la denuncia del rebase de topes de campaña por parte del candidato del PAN, la utilización de recursos públicos para favorecer las actividades proselitistas de este partido político, la intervención de funcionarios públicos federales en apoyo de dichas actividades, y la actividad política corporativista de mano del SNTE en apoyo de la candidatura de Calderón (regentado por Elba Esther Gordillo), entre otros hechos.
Analistas políticos no Obradoristas ni tampoco afines a dicho movimiento, llegarían a notables conclusiones sobre las irregularidades y controversias registradas en el proceso; José Antonio Crespo señalaría: “Había cerca de un millón de votos no sustentados en boletas electorales, o sea, las actas de escrutinio no reflejan la verdadera votación, porque apuntaron más o menos votos que los depositados en las urnas”, razón por la cual, en su opinión, no era posible determinar con certeza quien realmente había ganado la elección presidencial. Sergio Aguayo Quezada concluyó: “Con base en la información conocida, en los dictámenes de ilegalidad hechos por la autoridad electoral y, tomando en cuenta el escaso margen entre primero y segundo lugar, considero que de respetarse la ley, el ganador hubiera sido López obrador, a pesar de los graves errores de campaña que cometió”.

### El recuento parcial y el fallo del TRIFE
La coalición y su candidato valoraban que por las múltiples irregularidades o inconsistencias registradas por el país, y dado el estrecho margen de supuesta ventaja para el PAN, se ameritaba de un recuento total de todos los votos de la jornada del 2 de julio. Sin embargo, el tribunal federal electoral desecharía la mayoría de las impugnaciones y resolvería ordenar el recuento de solamente el 9% del total de casillas instaladas a nivel nacional. Como producto de este recuento, la diferencia entre el primer y segundo lugar se reduciría a 233,281 votos y el 0.56% de la votación. Sin embargo, todos los magistrados de la sala superior del tribunal coincidirán en condenar las intromisiones de Vicente Fox, presidente de la república, en el proceso electoral, al señalar que su intervención fue la mayor irregularidad registrada y la que puso en grave riesgo la validez de la elección:

Esta Sala Superior no pasa por alto que las declaraciones analizadas del presidente de la República, Vicente Fox, se constituyeron en un riesgo para la validez de la elección […] en algunos recursos y en acuerdos posteriores del Consejo General del Instituto Federal Electoral, se estimó que algunos mensajes eran contrarios a la ley […]. La divulgación de estos spots sin duda genera efectos negativos, que atentan en contra del principio de la libertad del voto, en tanto que pueden constituir un factor determinante que influya en el ciudadano para orientar su elección electoral en determinado sentido […].

La revista Proceso y otras organizaciones emprendieron un litigio en base al derecho a la información para tener acceso a la inspección de las actas y boletas de la elección del 2 de julio, planteando el caso como un tema derechos humanos. Sin embargo, el 7 de septiembre de 2006 el IFE dictaminó, increíblemente, que los votos y las actas no eran documentos públicos y que serían quemados en un plazo de 15 días.
Las controversias, análisis y discusiones en torno a esta polémica elección se han mantenido para el debate a posterioridad.

## Resultados para el Congreso de la Unión

### Senado de la República
Las alianzas electorales no fueron mantenidas en las cámaras legislativas, por lo cual cada partido político formó su propia bancada, dando como resultado una modificación de la proporción de legisladores por partido.
|  | 34.47 % |

|  | 34.39 % |

|  | 30.45 % |

|  | 30.44 % |

|  | 30.45 % |

|  | 30.44 % |

|  | 28.69 % |

|  | 28.78 % |

|  | 28.69 % |

|  | 28.78 % |

|  | 4.15 % |

|  | 4.15 % |

|  | 1.95 % |

|  | 1.95 % |

|  | 0.29 % |

|  | 0.29 % |

|  | 97.55 % |

|  | 97.54 % |

|  | 2.45 % |

|  | 2.46 % |

|  | 100.00 % |

|  | 100.00 % |

|  | 58.48 % |

|  | 58.01 % |

Fuente: Consejo General del Instituto Federal Electoral .

### Cámara de Diputados
|  | 34.47 % |

|  | 34.39 % |

|  | 30.45 % |

|  | 30.44 % |

|  | 30.45 % |

|  | 30.44 % |

|  | 28.69 % |

|  | 28.78 % |

|  | 28.69 % |

|  | 28.78 % |

|  | 4.15 % |

|  | 4.15 % |

|  | 1.95 % |

|  | 1.95 % |

|  | 0.29 % |

|  | 0.29 % |

|  | 97.54 % |

|  | 97.55 % |

|  | 2.46 % |

|  | 2.45 % |

|  | 100.00 % |

|  | 100.00 % |

|  | 58.48 % |

|  | 57.72 % |

Fuente: Consejo General del Instituto Federal Electoral 
Fuente: Periódico El Universal
Fuente alterna: Opina México